# ビルギット・ミニヒマイアー
ビルギット・ミニヒマイヤー（Birgit Minichmayr、1977年4月3日 – ）は、オーストリア・リンツ出身の女優。

## 経歴
リンツに生まれる。パッシングに育ち、高校卒業後、演劇学校マックス＝ラインハルト＝ゼミナールでクラウス・マリア・ブランダウアーらに師事。在学中からウィーンのブルク劇場に出演。
2001年のベルリン国際映画祭で新人女優として注目され、シューティング・スター賞を受賞。
2004年のレックリングハウゼンでの舞台で主役を演じる。このときの共演が元で、ベルリンの人民劇場に活動拠点を移す。2005年にはトム・ティクヴァ監督の映画『パフューム ある人殺しの物語』（パトリック・ジュースキント原作）で主人公の母親を演じた。
現在はベルリンとウィーンのどちらにも居住している。2007年からは再びブルク劇場に定期的に出演するようになり、『リア王』の道化や『マクベス』のマクベス夫人を演じたりしている。2009年、マーレン・アデ監督の映画『恋愛社会学のススメ』に出演し、第59回ベルリン国際映画祭でミシェル・ファイファーやレネー・ゼルウィガーを抑えて主演女優賞を獲得した。
ドイツのロック・バンド、ディー・トーテン・ホーゼンのミュージックビデオにも出演し、ボーカルのカンピーノとデュエットして歌声も披露している。テレビドラマへの出演も多い。

## 主な出演映画（日本公開作品）
- 『ヒトラー 〜最期の12日間〜』 - Der Untergang（2004年）（ゲルダ・クリスティアン）
- 『パフューム ある人殺しの物語』 - Perfume: The Story of a Murderer（2006年）
- 『HANAMI』 - Kirschblüten – Hanami（2008年）
- 『白いリボン』 - Das weiße Band - Eine deutsche Kindergeschichte（2009年）
- 『恋愛社会学のススメ』 - Alle anderen（2009年）

## ディスコグラフィ

### アルバム
- 『アズ・アン・アンパーフェクト・アクター』 - As An Unperfect Actor. Nine Shakespeare Sonnetts (2021年) ※with クアドロ・ヌエボ